# Adolf Robbert van de Laar
Adolf Robbert van de Laar (Gendringen, 22 april 1871 – Amersfoort, 21 januari 1959) was een Nederlands politicus.

## Levensloop
Van de Laar studeerde na het gymnasium rechtswetenschap en staatswetenschap aan de Rijksuniversiteit Utrecht.
Als oprichter en voorzitter van de Christelijk-Sociale Partij (1912), was hij van september 1918 tot juni 1922 de enige afgevaardigde in de Tweede Kamer namens deze partij. Hij verzette zich fel tegen de samenwerking van de protestantse partijen met de katholieken. In 1912 trachtte hij J.R. Slotemaker de Bruine te interesseren zich in het district Utrecht voor de CSP kandidaat te stellen voor de Tweede Kamer. Deze weigerde, hoewel hij de sociale denkbeelden wel kon onderschrijven. Maar met felle antipapisme dat de strijd aanbinde tegen de zogenoemde christelijke coalitie die met de RSKP in verbond onze ondergang als natie en als protestanten voorbereid [sic] kon hij zich niet verenigen.
In 1926 brak Van de Laar met de Nederlandse Hervormde Kerk. Naast zijn Kamerlidmaatschap was hij lid van de Provinciale Staten van Gelderland en tegelijkertijd lid van de gemeenteraad in zijn geboorteplaats Gendringen, beide in de periode 1919-1926.
Voordat Van de Laar Kamerlid werd, was hij leraar staathuishoudkunde, fruitkweker en bankier. Zijn vader, Jacob Willem van de Laar, was burgemeester van Gendringen.
- Biografisch Portaal: 13328237
- International Standard Name Identifier: 0000 0003 8879 8039
- Nederlandse Thesaurus van Auteursnamen: 141296313
- Parlement.com: vg09ll2mh80c
- Virtual International Authority File: 282043155
- WorldCat: E39PBJgRTM9BTrJ477VxwbFYfq